# الرضومة (وادي العين)

تعديل مصدري - تعديل

الرضومة هي إحدى قرى عزلة وادي العين بمديرية حورة التابعة لمحافظة حضرموت، بلغ تعداد سكانها 20 نسمة حسب تعداد اليمن لعام 2004.